# 卢鲁奥德芒
卢鲁奥德芒（法語：Louroux-Hodement）是法国阿列省的一个旧市镇，位于该省西北部，属于蒙吕松区。该市镇2009年时的人口为354人。
卢鲁奥德芒已于2016年1月和相邻的另外2个市镇合并成为"上博卡日"（法語：Haut-Bocage）

## 人口
卢鲁奥德芒人口变化图示
| 数据来源：INSEE |